# Pietro Rota
Pietro Rota (* 30. Januar 1805 in Correggio; † 3. Februar 1890 in Rom) war ein italienischer römisch-katholischer Geistlicher. Er amtierte als  Bischof von Guastalla (1855–1871) und Mantua (1871–1879).
Im September 1827 weihte Filippo Cattani Rota zum Priester für das Bistum Reggio Emilia.
Papst Pius IX. ernannte ihn am 23. März 1855 zum Bischof von Guastalla. Costantino Patrizi Naro, Präfekt der Ritenkongregation, spendete ihm am 23. März 1855 in Sant’Agostino in Campo Marzio die Bischofsweihe. Mitkonsekratoren waren Antonio Ligi Bussi, Vizegerent von Rom, und Gaetano Bedini, Apostolischer Nuntius in Brasilien. Am 1. Juni 1855 wurde er als Bischof von Guastalla inthronisiert. Am 27. Oktober 1871 ernannte der Papst ihn zum Bischof von Mantua und am 25. Dezember 1871 nahm er die Diözese in Besitz. Er trat die Nachfolge des populären liberalen Bischofs Giovanni Corti an, der die italienische Einigung und die Abgabe der weltlichen Herrschaft des Papstes unterstützt hatte. Er sollte die Einheit mit dem Papst wiederherstellen. Von den Zivilbehörden wurde er wegen der kraftvollen Sprache, die er verwendete, für sechs Tage inhaftiert und eine Geldstrafe wurde verhängt.  Am 3. Mai 1879 nahm Papst Leo XIII. seinen Rücktritt an und ernannte ihn zum Titularerzbischof von Karthago. Am 4. November 1884 wurde ihm vom Papst das Titularerzbistum Thebae zugewiesen, da am 10. November 1884 das Apostolische Vikariat Karthago (das heutige Erzbistum Tunis) zum Erzbistum Karthago erhoben wurde.
Am Ersten Vatikanischen Konzil nahm er als Konzilsvater teil.
Das diözesane Seligsprechungsverfahren wurde am 8. Mai 1943 eröffnet.